# Кандела Віктор Іванович
Віктор Іванович Кандела (нар. 27 червня 1931, Гродівський Рудник, тепер місто Мирноград Донецької області) — український радянський діяч, генеральний директор Сєвєродонецького виробничого об'єднання «Азот». Кандидат у члени ЦК КПУ у 1976 — 1981 р.

## Біографія
У 1955 році закінчив Донецький індустріальний інститут, інженер-хімік.
У 1955 — 1958 р. — начальник зміни, у 1958 — 1966 р. — начальник цеху Сєвєродонецького хімічного комбінату імені Ленінського комсомолу Луганської області.
Член КПРС з 1961 року.
У 1966 — 1968 р. — завідувач відділу важкої промисловості Луганського обласного комітету КПУ.
У 1968 — 1971 р. — головний інженер Сєвєродонецького виробничого об'єднання «Азот».
У 1971 — 1978 р. — генеральний директор Сєвєродонецького виробничого об'єднання «Азот» Ворошиловградської області.
З 1977 року — начальник Всесоюзного об'єднання азотної промисловості «Союзазот», член Колегії Міністерства хімічної промисловості СРСР.
З 1979 року — працював за кордоном, потім — заступник генерального директора «Союзхімекспорт»; директор департаменту хімії норвезької фірми «Норвіджес сорс енд трейдінг» (NST) у Москві.
Потім — на пенсії у місті Москві.

## Нагороди
- орден Леніна
- орден Трудового Червоного Прапора
- орден Знак Пошани
- медалі